# Мидвејл (Ајдахо)
Мидвејл (енгл. Midvale) град је у америчкој савезној држави Ајдахо.

## Демографија
По попису из 2010. године број становника је 171, што је 5 (-2,8%) становника мање него 2000. године.
| Група             | 2000.       | 2010.       |
| Белци             | 167 (94,9%) | 152 (88,9%) |
| Афроамериканци    | 0 (0,0%)    | 0 (0,0%)    |
| Азијати           | 0 (0,0%)    | 0 (0,0%)    |
| Хиспаноамериканци | 3 (1,7%)    | 10 (5,8%)   |
| Укупно            | 176         | 171         |